# Portuguesa (Rio de Janeiro)
Portuguesa és un barri de la Zona Nord del municipi de Rio de Janeiro. És un dels catorze barris de l'Illa del Governador. Limita a l'oest amb Galeão; al sud amb Jardim Guanabara, a l'est amb Jardim Carioca i Moneró. Al nord té sortida per la badia de Guanabara.
El seu Índex de desenvolupament humà l'any 2000, era de 0,904; el 2n millor de l'illa i el 25è millor del municipi, entre 126 barris avaluats.

## Història
L'àrea situada entre les carreteres de Galeão i de Tubiacanga era ocupada per boscos veïns als terrenys de l'Aeronàutica. A prop hi havia un dipòsit particular de dinamita, que va explotar el 1933.
El 1961, la Companyia Immobiliària Santa Cruz (urbanitzadora del Jardí Guanabara) va crear en la regió el Jockey Club Guanabara. Amb les restriccions imposades a les carreres de cavalls pel govern Jânio Quadres, el seu desenvolupament va fracassar i les seves instal·lacions van ser adquirides per l'Associació Atlética Portuguesa, que va crear l'estadi de futbol Luso-Brasiler, inaugurat el 1965.
Per tant, l'origen del barri està associat a la A. A. Portuguesa, i la seva urbanització és recent: el 1965, va ser obert el carrer Haroldo Lobo, el 1966 el carrer Gustavo Augusto de Resende, i a partir de la dècada de 1970, la seva expansió va augmentar amb més força.

## Estructura
El barri de la Portuguesa és majoritàriament residencial. El seu centre comercial queda al llarg de la carretera de Galeão i carrer República Àrab de Síria, el més animat de l'Illa del Governador, només comparat al barri Jardim Guanabara.
En la riba de la badia, entre la carretera de Tubiacanga i el mar, quedava un tram de la platja dos Gaegos, recoberta per manglars, que va començar a ser ocupada el 1973, multiplicant-se en un període de 14 anys. Els habitants van aplanar l'àrea amb escombraries i runes. Els anys 1980, usaven material del terraplanat de la segona pista de l'Aeroport Internacional del Rio de Janeiro Tom Jobim per consolidar la favela del Parque Royal o "Platja del Maneiro". Va ser beneficiada pel projecte Favela-Bairro, amb la implantació de vivers, illes esportives i carrils bici, el 1994. Té una bona localització, no només pròxima a l'aeroport, sinó també a la sortida de l'Illa.

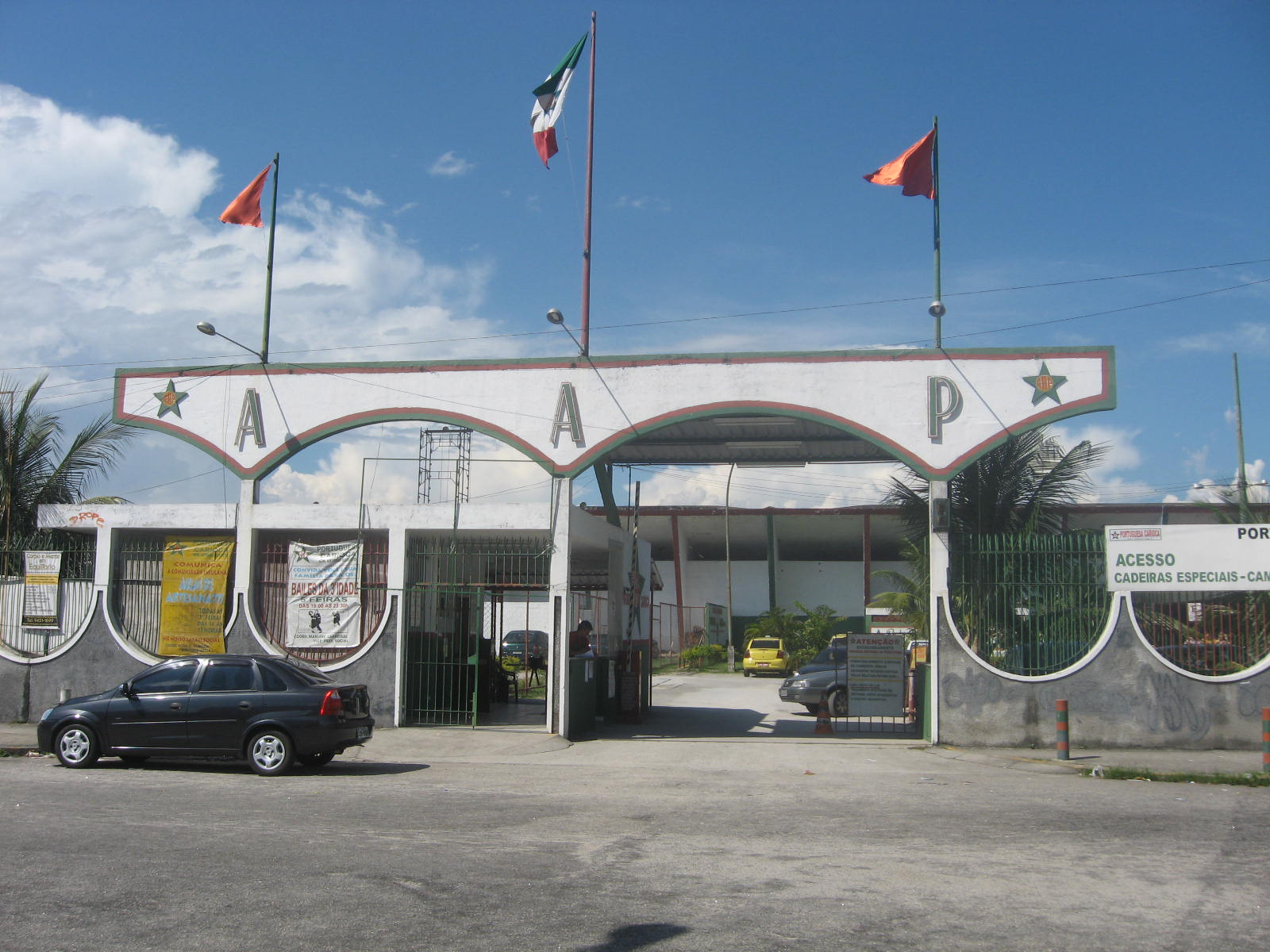
Estadi Luso-Brasiler.